# 王蓂
王蓂（1484年—？），字時禎，號東石，江西撫州府金谿縣人，民籍，明朝政治人物。

## 生平
江西鄉試第二十七名舉人。正德六年（1511年）中式辛未科會試第二十五名，登第二甲第九十八名進士。禮部觀政，明年授刑部四川司主事，十年告病南归。十二年病愈起復，補本部湖廣司，十三年升浙江司员外郎，五月请假护送兄王萱棺柩回乡。家居七年，嘉靖三年（1524年）起復南京礼部祠祭司郎中，上疏言三事：一言宋儒羅從彦、李侗當從祀孔廟，一言公伯竂、馬融、賈逵、王弼、何休、戴聖、王肅、杜預當罷從祀，一言忠烈如龍逢、蘇武等二十人、名臣如汲黯、宋璟等二十人、名儒如王通、胡瑗等十四人祀典皆宜補入。五年父亲生病，上疏乞终养归，次年丁父憂，服闋，嘉靖八年（1529年）四月起升浙江提学副使，以母亲曾宜人年老，力辞不赴，十一年丁母憂，家居二十余年卒。为官忠直。著有《講學録》、《大儒心學録》、《大儒文抄》、《忠義録》、《仕範景行》、《宋名臣補遺》、《七大家文选》等。
曾与同邑洪范、黄直、吴悌共組“翠云讲会”，深得学者尊崇。著有《东石讲学录》、《大儒心学录》、《历代忠义录》、《古今谏议集疏》等。

## 家族
曾祖王忠，曾任巡檢贈大理寺評事；祖父王吉；父王序，曾任學正封刑科給事中。母曾氏 （封孺人）。具庆下，兄王萱，刑科给事中；弟王芹。